# Nathan Cutler

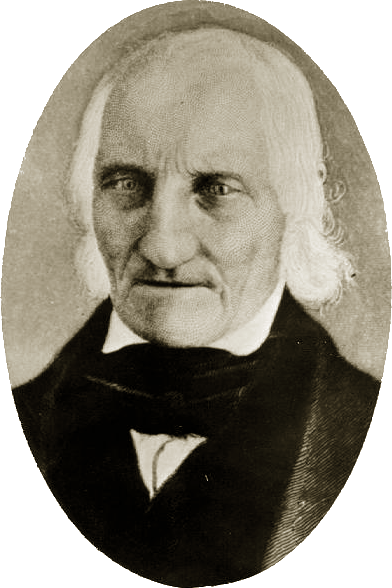
Nathan Cutler, um 1850

Nathan Cutler (* 29. Mai 1775 in Lexington, Province of Massachusetts Bay; † 8. Juni 1861) war ein US-amerikanischer Politiker (Demokratisch-Republikanische Partei) und von 1829 bis 1830 Gouverneur von Maine.

## Frühe Jahre
Nathan Cutler besuchte die Leicester Academy und das Dartmouth College. Dort machte er im Jahr 1798 seinen Abschluss. Nach einem anschließenden Jurastudium wurde er im Jahr 1801 als Rechtsanwalt zugelassen, worauf er in Farmington zu praktizieren begann.

## Politische Laufbahn
In den Jahren 1809 bis 1811 und nochmals im Jahr 1819 war er Abgeordneter im Repräsentantenhaus von Massachusetts. Er war außerdem Delegierter auf der verfassungsgebenden Versammlung von Maine im Jahr 1819. Im Jahr 1828 war er im Senat von Maine und diente dort als Präsident. Als am 8. Oktober 1829 der amtierende Gouverneur Enoch Lincoln im Amt verstarb, musste laut Verfassung der Senatspräsident dessen Amtszeit als Gouverneur beenden. Damit war Cutler zwischen dem Oktober 1829 und dem 6. Januar 1830 Gouverneur von Maine. In dieser kurzen Zeit konnte er keine politischen Akzente setzen. Nach dem Ende seiner Gouverneurszeit war Cutler Wahlmann bei den Präsidentschaftswahlen des Jahres 1832. Im Jahr 1844 war er Abgeordneter im Staatsrepräsentantenhaus von Maine. Nathan Cutler starb hochbetagt im Jahr 1861. Er war mit Hannah Moore verheiratet, mit der er neun Kinder hatte.